# 居爾普湖
52°44′23″N 12°15′18″E / 52.739825°N 12.254906°E

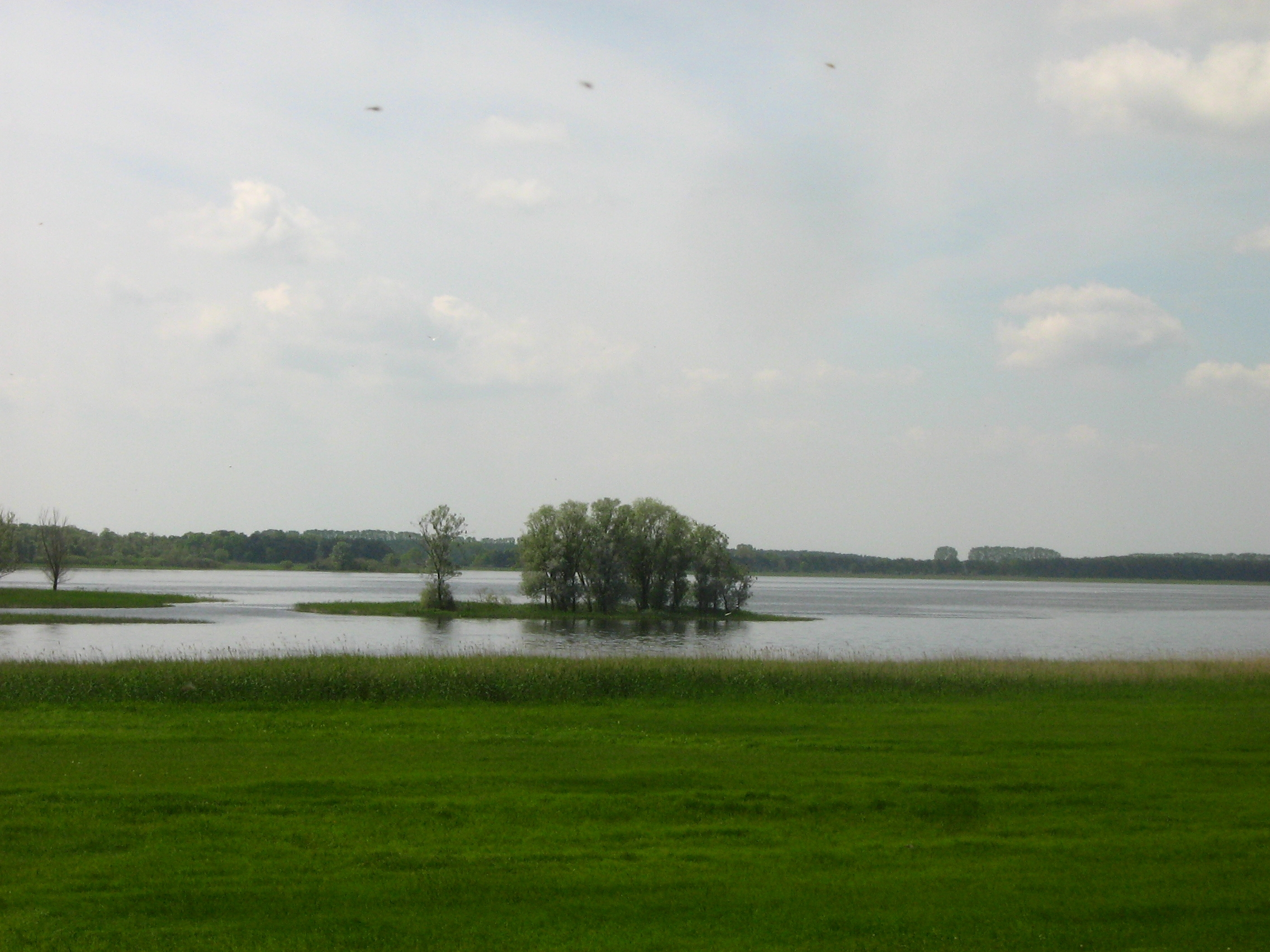

居爾普湖（德語：Gülper See），是德國的湖泊，位於該國西南部，由勃蘭登堡州負責管轄，處於達默-施普雷瓦爾德縣，長0.6公里、寬0.5公里，面積0.002平方公里。